# Capparis speciosa
Capparis speciosa, llamada comúnmente sacha bola verde, sacha naranja, es una especie del género Capparis originaria del sur de Sudamérica.

## Descripción
Es un árbol de entre 2-8 m de altura, copa densa, ramas tortuosas, follaje denso. Hojas simples, perennes, alternas, verde oscuras intensas, elípticas, grandes, de 3-8 x 2-4 cm; márgenes simples, nervadura central prominente en la cara inferior, y muchas hojas con escotadura en el extremo, con una pequeña espina o mucrón; crocantes, y gusto a repollo.  Ramas finas, muy ramificadas, presenta lenticelas, corteza lisa, verde oscura, sin espinas.
Inflorescencia con flores perfectas, completas, solitarias, grandes, de 3-5 cm de largo; 4-sépalos libres, carnosos, verdes; 4-pétalos libres, amarillentos. 20-30-estambres muy largos, vistosos, ovario súpero, separado de los demás ciclos florales por un pedicelo muy largo (ginóforo).
Fruto baya esférica, 3-5 cm de diámetro, verde, pendular, sostenida por un largo pedúnculo; de pulpa amarillo-anaranjada, con abundantes semillas oscuras.
De este arbusto se utiliza la raíz, la corteza y los capullos florales. Aunque no es una planta medicinal en sí misma, tiene algunas propiedades terapéuticas.[cita requerida]

## Distribución y hábitat
Se distribuye por Bolivia: región de Chuquisaca, Cochabamba y Santa Cruz. Argentina: región de Catamarca, Chaco, Corrientes, Formosa, Jujuy, Salta, Santa Fe, Santiago del Estero, Tucumán. Paraguay: región de Boqueron, Presidente Hayes.

Es parte del estrato arbóreo bajo y arbustivo del bosque. Abunda en ambientes degradados. Prefiere sitios secos, soleados, salobres como los peladares.

## Taxonomía
Capparis speciosa fue descrita por Griseb. y publicado en Abhandlungen der Königlichen Gesellschaft der Wissenschaften zu Göttingen 24: 18. 1879.

## Nombre común
- Amarguillo, sacha bola verde, sacha naranja, sacha limón, payaguá naranja (Guaraní)